# Fantasía en si menor (Skriabin)

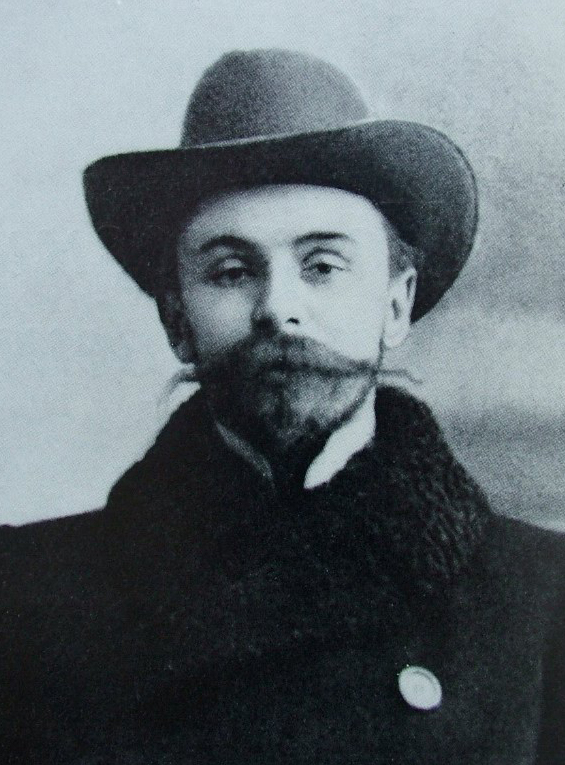
Skriabin 1903

La Fantasía en si menor de Aleksander Skriabin, op. 28, fue escrita en 1900. Es un movimiento  único de forma sonata que cierra la brecha entre la tercera y la cuarta sonata del compositor. 

## Composición
Skriabin escribió esta pieza durante un período improductivo desde el punto de vista compositivo durante su permanencia como profesor de piano en el Conservatorio de Moscú. La primera edición fue publicada por Belaieff.
La existencia de la pieza pudo haber sido olvidada por el compositor. Según Leonid Sabaneyev, cuando él comenzó a tocar uno de sus temas en el piano del apartamento de Skriabin en Moscú (ahora un museo), Skriabin gritó desde la habitación de al lado "¿Quién escribió eso? Me suena familiar". – "Tu 'Fantasía' ", fue la respuesta. Skriabin dijo: "¿Qué 'Fantasía'?"  Sin embargo, esta historia, contada por Sabaneev y repetida por Faubion Bowers en su biografía de Skriabin, puede ser apócrifa. Sea como fuere, la extensa documentación de Bowers sobre los programas de conciertos de Skriabin no muestra evidencia de que haya tocado la pieza en público.

## Análisis musical

### Inicio
La Fantasía comienza con una armonía ambigua y abierta no muy diferente a la que Skriabin usó para la apertura de su segunda sonata, conocida como Sonata-Fantasía. La apertura está claramente en si menor, pero la tónica se evita constantemente: una técnica utilizada ampliamente en las Baladas de Chopin, en el Tristán e Isolda de Wagner y por el propio Skriabin en su tercera y cuarta sonatas. La apertura se caracteriza por una línea de bajo que desciende inexorablemente y una melodía que alternativamente lucha hacia arriba y se sumerge dramáticamente hacia abajo en gestos irregulares.
Esta inquietante apertura da paso a una de las melodías más bellas de Skriabin, un segundo tema en re mayor. La melodía se trata canónicamente, con múltiples voces haciendo eco sobre un acompañamiento de mano izquierda extremadamente generalizado. Los grupos de cierre, también en re mayor, son grandiosos y confiados con obsesión rítmica y gestos direccionales característicos de la escritura heroica del compositor.

### Recapitulación
En la recapitulación, el primer tema está extensamente elaborado con arpegios de barrido en ambas manos. Está, sin embargo, truncado, dando paso con bastante rapidez a una transición al segundo tema. Mientras tanto, el segundo tema se recapitula con grandeza más que con ternura: una apoteosis no muy diferente de la transformación temática del tema principal en la Primera balada de Chopin desde su tierna declaración inicial en mi ♭ mayor hasta su gran explosión en la mayor.
A pesar de las implicaciones de libertad e improvisación que conlleva el título de "Fantasía", la obra es en realidad una sonata-allegro bastante clara. Su exposición tiene un primer tema claro y una transición, seguido de un segundo tema y grupos de cierre en la relativa mayor. La sección de desarrollo es característicamente tormentosa, secuenciando motivos de la exposición; y excepto por el truncamiento del primer tema, la recapitulación mapea medida por medida a la exposición. Los elementos de "fantasía" se apoderan, sin embargo, al final de la recapitulación: en lugar de establecerse cómodamente en si mayor, la pieza se lanza a una coda es decir, es a la vez, libre e improvisada, secuencial (casi un segundo desarrollo) y recapitulativa. (Véase para comparar el cuarto movimiento de la Sonata n.º 3 de Skriabin, que parece estar en un límite formal ambiguo entre la sonata-allegro y la sonata-rondó.)

### Coda
En última instancia, la coda termina triunfalmente en si mayor, con una fuerte evocación del "Liebestod" de Wagner. De todos modos, la textura al final es muy similar a la de la transcripción de Wagner hecha por Liszt; la clave es la misma; y en cada caso la tónica mayor es abordada por el acorde supertónico de séptima semidisminuida.
La Fantasía contiene alguna de las páginas más difíciles de Skriabin antes de su último período. Las texturas densas y contrapuntísticas son extremadamente difíciles de expresar, las colisiones entre las manos requieren un cuidadoso trabajo y el acompañamiento de la mano izquierda es en algunos pasajes más o menos imposible (requiere redistribución).